# Чемпионат мира по плаванию в ластах 1982
3-й чемпионат мира по плаванию в ластах проводился в Москве с 26 по 29 августа 1982 года.

## Распределение наград
*   Страна-организатор
| Место | Страна       | Золото | Серебро | Бронза | Всего |
| ----- | ------------ | ------ | ------- | ------ | ----- |
| 1     | СССР *       | 20     | 15      | 1      | 36    |
| 2     | Венгрия      | 0      | 2       | 3      | 5     |
| 3     | ФРГ          | 0      | 1       | 6      | 7     |
| 4     | ГДР          | 0      | 1       | 3      | 4     |
| 5     | Чехословакия | 0      | 1       | 0      | 1     |
| 6     | Франция      | 0      | 0       | 5      | 5     |
| 7     | Швеция       | 0      | 0       | 2      | 2     |
| Всего | Всего        | 20     | 20      | 20     | 60    |

## Медалисты

### Мужчины
| Дисциплина         | Золото                                                                        | Золото   | Серебро                                          | Серебро  | Бронза                                                  | Бронза   |
| ------------------ | ----------------------------------------------------------------------------- | -------- | ------------------------------------------------ | -------- | ------------------------------------------------------- | -------- |
| 50 м ныряние       | Алексей Жуков · СССР                                                          | 15.96    | Олег Стрелков · СССР                             | 16.24    | Юрген Коленда ФРГ                                       | 16.59    |
| 100 м с аквалангом | Алексей Жуков · СССР                                                          | 35.67    | Олег Стрелков · СССР                             | 36.34    | Г. Элерс · ГДР                                          | 38.42    |
| 400 м с аквалангом | Александр Кочетков · СССР                                                     | 3:04.51  | Алексей Семёнов · СССР                           | 3:09.07  | Ф. Клеменс ФРГ                                          | 3:13.53  |
| 800 м с аквалангом | Алексей Семёнов · СССР                                                        | 6:30.94  | Александр Кочетков · СССР                        | 6:31.71  | Клеменс Франк ФРГ                                       | 6:49.31  |
| 100 м в ластах     | Алексей Жуков · СССР                                                          | 38.59    | Олег Стрелков · СССР                             | 38.94    | Юрген Коленда ФРГ                                       | 39.69    |
| 200 м в ластах     | Алексей Жуков · СССР                                                          | 1:29.29  | Дмитрий Олейников · СССР                         | 1:29.32  | Юрген Коленда ФРГ                                       | 1:31.34  |
| 400 м в ластах     | Дмитрий Олейников · СССР                                                      | 3:11.20  | Олег Стрелков · СССР                             | 3:17.22  | В. Оландер · Швеция                                     | 3:19.69  |
| 1500 м в ластах    | Михаил Калужский · СССР                                                       | 13:09.46 | Дмитрий Олейников · СССР                         | 13:14.60 | В. Оландер · Швеция                                     | 13:39.09 |
| Эстафета 4×100 м   | Олег Стрелков · Михаил Калужский · Дмитрий Олейников · Алексей Жуков · СССР   | 2:39.07  | Юрген Коленда Ф. Клеменс Х. Бертран А. Шмидт ФРГ | 2:44.09  | Арпад Тот · Ласло Сабо · И. Кубина · Р. Сьёрс · Венгрия | 2:45.55  |
| Эстафета 4×200 м   | Олег Стрелков · Александр Кочетков · Дмитрий Олейников · Алексей Жуков · СССР | 6:00.27  | Г. Элерс · Б. Мау · Й. Пельц · Ф. Швандт · ГДР   | 6:15.68  | Ф. Клеменс С. Аксель Х. Бертран К. Юрген ФРГ            | 6:18.81  |

### Женщины
| Дисциплина         | Золото                                                                           | Золото   | Серебро                                                                  | Серебро  | Бронза                                       | Бронза   |
| ------------------ | -------------------------------------------------------------------------------- | -------- | ------------------------------------------------------------------------ | -------- | -------------------------------------------- | -------- |
| 50 м ныряние       | Елена Гойколова · СССР                                                           | 19.00    | Марцела Дуфкова · Чехословакия                                           | 19.42    | Инна Стародуб · СССР                         | 19.59    |
| 100 м с аквалангом | Елена Гойколова · СССР                                                           | 43.45    | Светлана Киреева · СССР                                                  | 44.83    | А. Гурмо · Франция                           | 45.68    |
| 400 м с аквалангом | Светлана Киреева · СССР                                                          | 3:23.81  | Елена Октябрьская · СССР                                                 | 3:29.21  | Анна-Мария Рушен · Франция                   | 3:31.12  |
| 100 м в ластах     | Елена Октябрьская · СССР                                                         | 44.95    | Инна Стародуб · СССР                                                     | 45.48    | Эржебет Хермановски · Венгрия                | 46.30    |
| 200 м в ластах     | Елена Октябрьская · СССР                                                         | 1:39.88  | Инна Стародуб · СССР                                                     | 1:40.41  | Ева Фабо · Венгрия                           | 1:45.16  |
| 400 м в ластах     | Светлана Успенская · СССР                                                        | 3:31.83  | Мария Степанова · СССР                                                   | 3:34.02  | Анна-Мария Рушен · Франция                   | 3:36.31  |
| 800 м в ластах     | Мария Степанова · СССР                                                           | 7:22.24  | Светлана Успенская · СССР                                                | 7:31.70  | Анна-Мария Рушен · Франция                   | 7:35.01  |
| 1500 м в ластах    | Светлана Успенская · СССР                                                        | 14:12.67 | Мария Степанова · СССР                                                   | 14:13.23 | Анна-Мария Рушен · Франция                   | 14:14.09 |
| Эстафета 4×100 м   | Светлана Успенская · Елена Гойколова · Елена Октябрьская · Инна Стародуб · СССР  | 2:59.73  | Каталин Тот · Эржебет Хермановски · Ходи Ильдико · Ева Фабо · Венгрия    | 3:10.32  | М. Оцик · Х. Пельц · Р. Бетге · Ю. Бом · ГДР | 3:11.20  |
| Эстафета 4×200 м   | Светлана Успенская · Светлана Киреева · Елена Октябрьская · Инна Стародуб · СССР | 6:43.47  | Ева Фабо · Эдит Гинсцингер · Каталин Тот · Эржебет Хермановски · Венгрия | 7:02.77  | А. Розе · Х. Пельц · Ю. Бом · М. Оцик · ГДР  | 7:05.76  |